# Język kuwani
Język kuwani – bliżej nieopisany język papuaski z indonezyjskiej części Nowej Gwinei.
Wiedza nt. tego języka ogranicza się do pojedynczej listy słownictwa; brak informacji dot. lokalizacji kuwani i społeczności jego użytkowników.
Należy do rodziny języków zachodniej Ptasiej Głowy, został bliżej powiązany z językami kalabra i tehit. Bywa wręcz utożsamiany z kalabra, ale dostępne dane leksykalne sugerują, że chodzi o odrębny język. Zapewne jest (bądź był) używany na południowo-wschodnim skraju terytorium rodziny, w pobliżu języka konda.